# Micropsectra auvergnensis
Micropsectra auvergnensis е насекомо от разред Двукрили (Diptera), семейство Хирономидни (Chironomidae).